# Brooks Brothers
Brooks Brothers er en amerikansk tøjproducent, der blev grundlagt i 1818. Det ældste nulevende tøjproducent i landet, og hovedkvarteret ligger på Madison Avenue in Manhattan, New York City. Den blev grundlagt som familieejet virksomhed og det ejes i dag af den italienske milliardær Claudio Del Vecchio. tøj til det asiatiske marked. Mærket producerer også tøj til kvinder, og Zac Posen har været den kreative direktør siden juni 2014.
Horween Leather Company leverer læder til Brooks Brothers' fodtøj.

## Beklædningsmæssige introduktioner
Virksomheden har introduceret mange nyskabelser indenfor tøjindustrien på det amerikanske marked.
- Ready-to-wear i 1849[9]
- I 1896 anvendte John E. Brooks, barnebarn af Henry Sands Brooks, button-down krave på skjorte efter at have set det hos engelske polospillere.
- Engelske foulard-slips blev introduceret af Francis G. Lloyd i 1890'erne før han blev gjort til direktør for virksomheden.
- Ivy League jakkesæt, 1895
- Lyserøde skjorter til jakkesæt til koksgrå jakkesæt
- Harris Tweed blev introduceret i 1900
- Madras blev introduceret fra Indien via Brooks Brothers i 1902
- Shetland-sweater blev introduceret 1904
- Polo-frakke blev introduceret omkring 1910
- Letvægts jakkesæt til sommerbrug. De første kom i jernbanefløjl og seersucker i begyndelsen af 1930'erne
- Argyle-mønster blev introduceret i 1957, hvor Brooks Brothers blev den første producent af sokker til mænd med dette mønster
- Strygefri skjorter i 100% bomuld blev introduceret i 1998[10][11]

## Notable kunder
Cary Grant, Clark Gable, Jimmy Stewart, Barry Fitzgerald, Fred Astaire, Nina Foch og Maria Riva er blandt den lange liste af kendte personer fra Hollywood, der benyttede Brooks Brothers i 1940'erne.

### Statsmænd
Brooks Brothers leveret tøj til 40 ud af 45 af de amerikanske præsidenter, inklusive Abraham Lincoln, Ulysses S. Grant, Theodore Roosevelt, Herbert Hoover, Franklin Roosevelt, John F. Kennedy, Richard Nixon, Gerald Ford, George H. W. Bush, Bill Clinton, Barack Obama og Donald Trump.
Barack Obama bar en frakke, halstørklæde og handsker ved sin indsætteles i 2009.
Den tidligere franske præsident Jacques Chirac køber, skjorter hos Brooks Brothers.

### Musik, film og kunst
Brooks Brothers er officiel leverandør for Jazz at Lincoln Center Orchestra.
Andy Warhol er kendt of rat bære tøj fra Brooks Brothers.
De hvide skjorter til Archie Bunkers kostumer i All in the Family var fra Brooks Brothers.
Brooks Brothers leverede tøj til Mad Men. I oktober 2009 leverede firmaet et limited edition "Mad Men Edition"-jakkesæt.
Stephen Colbert fik fremstillet alle sine jakkesæt til The Colbert Report og The Late Show with Stephen Colbert hos Brooks Brothers.
Brooks Brothers bruges ofte at kostumedesignere til folk som Ben Affleck i Pearl Harbor, Gene Hackman i The Royal Tenenbaums og Will Smith i Ali og Denzel Washington i The Great Debaters.
George Clooney bærer tøj fra Brooks Brothers igennem hele filmen Up in the Air, og der blev optaget scener i en af Brooks Brothers lufthavnsbutikker. Mændene i filmenThe Adjustment Bureau bærer Brooks Brothers. I november 2011 annoncerede Brooks Brothers, at de havde designet tøj til Kermit the Frog i filmen The Muppets. Skuespillerne fra Slumdog Millionaire bar tøj fra Brooks Brothers ved Academy Awards-uddelingen i 2009.
Brooks Brothers fremstillede tøj til alle mændene til 2013-udgaven af The Great Gatsby, hvilket var omkring 1500 genstande.